# Mapeo de reverberación
El mapeo de reverberación es un método estadístico utilizado en astrofísica preferentemente para el análisis de la velocidad de discos gaseosos alrededor de un objeto compacto supermasivo. La técnica se usa para medir el tamaño de la región de emisión de línea ancha y la masa del supuesto agujero negro central en un núcleo galáctico activo.
Las mediciones directas de Doppler de los máser acuosos alrededor del núcleo galáctico de las galaxias cercanas han revelado un movimiento kepleriano muy rápido, solo posible con una alta concentración de materia en el centro. Normalmente, los únicos objetos que pueden agrupar tanta materia en tan poco espacio son los agujeros negros, o algún objeto que pueda evolucionar en agujero negro en un período de tiempo astronómico corto. Para las galaxias activas lejanas, el ancho de banda de la línea espectral ancha se puede usar para investigar el gas que orbita cerca del horizonte de sucesos. La técnica del mapeo de reverberación usa la variabilidad de estas líneas para medir la masa, y quizás también la rotación del posible agujero negro supermasivo que proporciona la energía al motor de la galaxia activa.